# Canal Winchester
Canal Winchester és una ciutat dels Estats Units a l'estat d'Ohio. Segons el cens del 2000 tenia 4.478 habitants.

## Demografia
Segons el cens del 2000, Canal Winchester tenia 4.478 habitants, 1.664 habitatges, i 1.264 famílies. La densitat de població era de 271,4 habitants/km².
Dels 1.664 habitatges en un 37,3% hi vivien nens de menys de 18 anys, en un 65,6% hi vivien parelles casades, en un 7,6% dones solteres, i en un 24% no eren unitats familiars. En el 20,9% dels habitatges hi vivien persones soles el 9,8% de les quals corresponia a persones de 65 anys o més que vivien soles. El nombre mitjà de persones vivint en cada habitatge era de 2,61 i el nombre mitjà de persones que vivien en cada família era de 3,04.
Per edats la població es repartia de la següent manera: un 27% tenia menys de 18 anys, un 5,1% entre 18 i 24, un 30,2% entre 25 i 44, un 23,2% de 45 a 60 i un 14,5% 65 anys o més.
L'edat mediana era de 38 anys. Per cada 100 dones de 18 o més anys hi havia 84,4 homes.
La renda mediana per habitatge era de 55.645 $ i la renda mediana per família de 67.833 $. Els homes tenien una renda mediana de 39.123 $ mentre que les dones 37.399 $. La renda per capita de la població era de 24.394 $. Aproximadament l'1,2% de les famílies i el 2,2% de la població estaven per davall del llindar de pobresa.

## Poblacions properes
El següent diagrama mostra les poblacions més properes.